# كينا (موسيقي)
كينا (بالإنجليزية: Kenna)‏ هو موسيقي إثيوبي وأمريكي، ولد في 1978 في إثيوبيا.

## وصلات خارجية
- الموقع الرسمي
- كينا على موقع IMDb (الإنجليزية)
- كينا على موقع ميوزك برينز (الإنجليزية)
- كينا على موقع أول ميوزيك (الإنجليزية)
- كينا على موقع ديسكوغز (الإنجليزية)
- كينا على موقع قاعدة بيانات الفيلم (الإنجليزية)